# Kościoły protestanckie we Wrocławiu

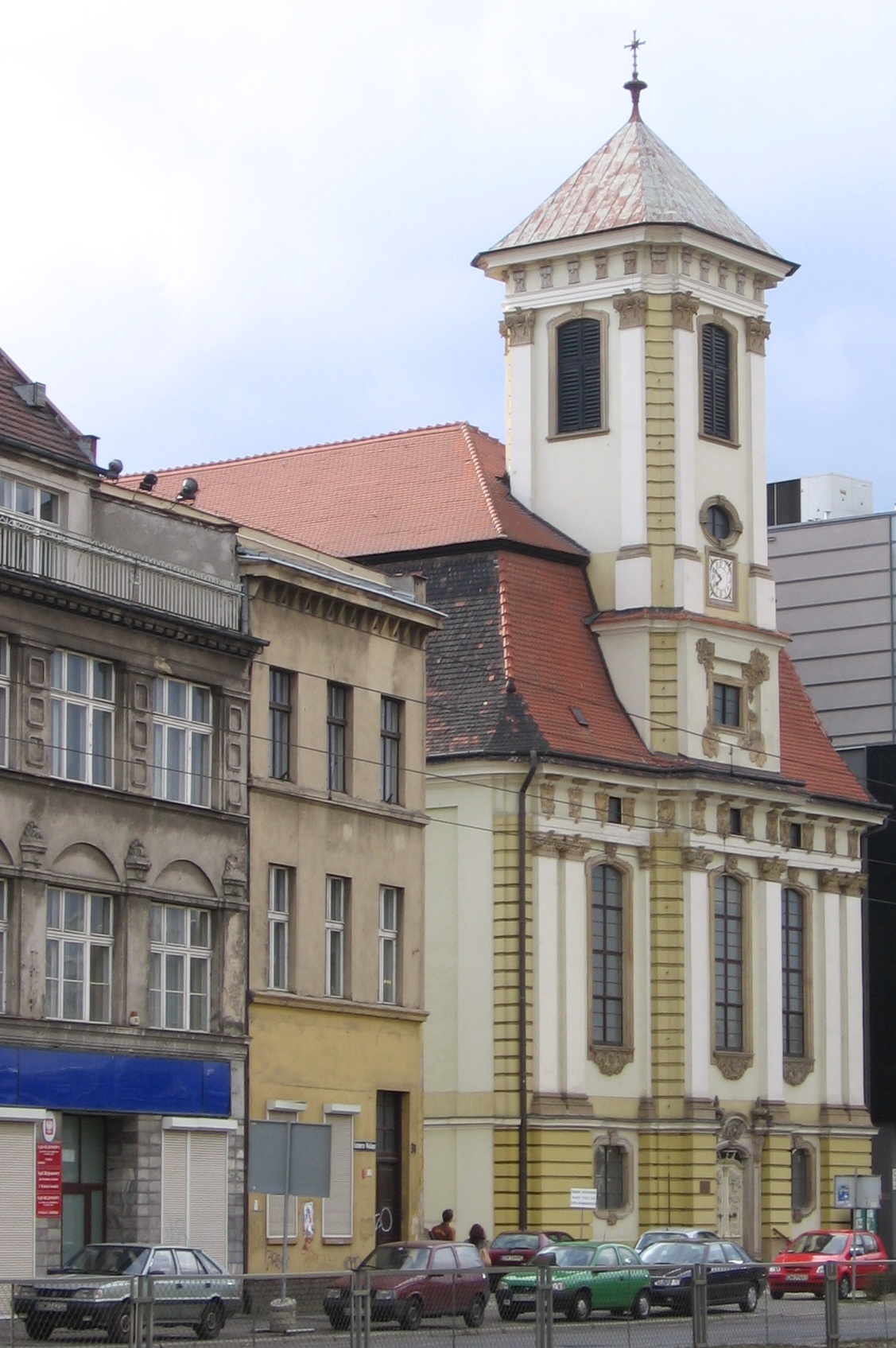
Ewangelicki kościół parafialny Opatrzności Bożej

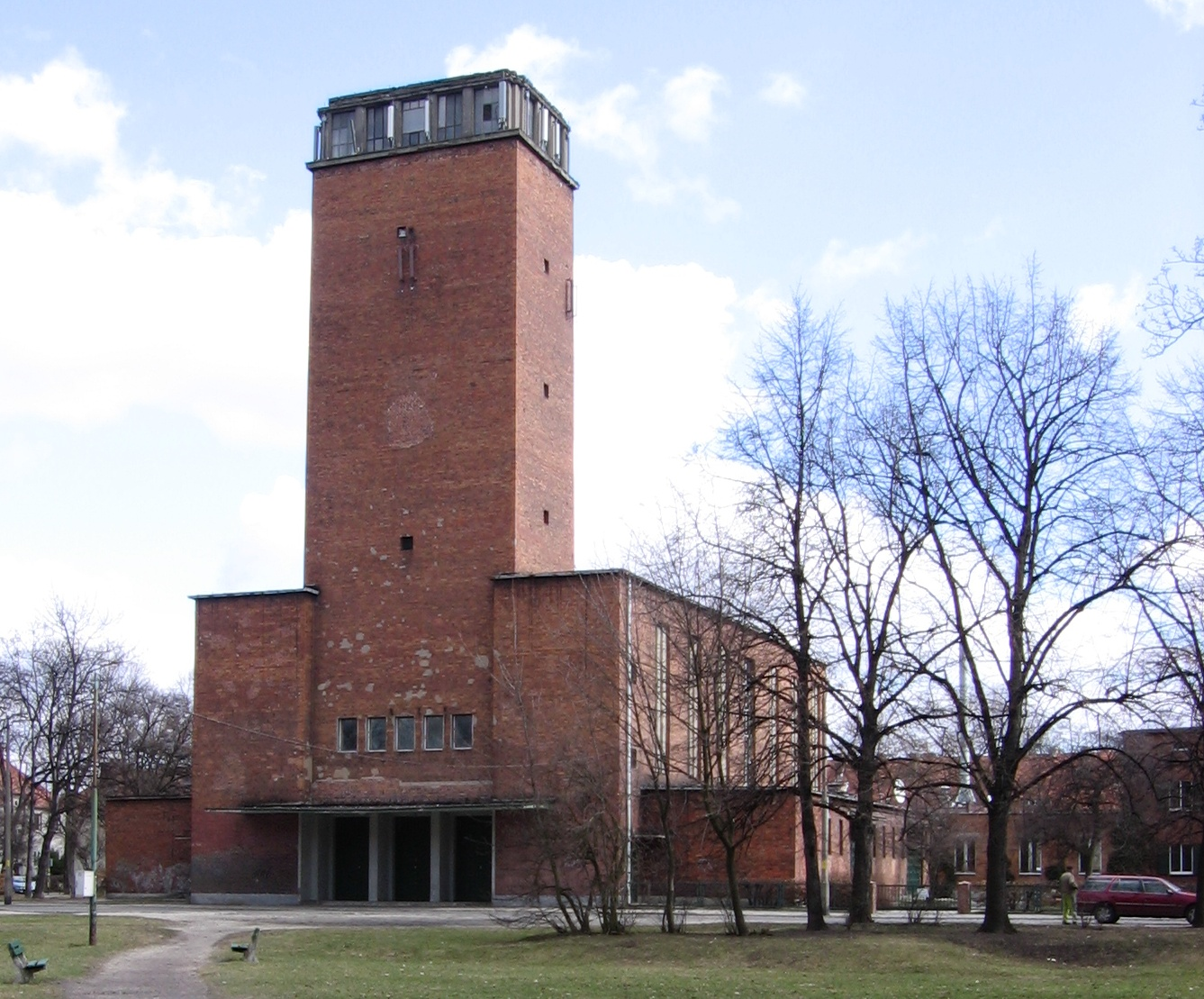
Ewangelicki Kościół Gustawa Adolfa

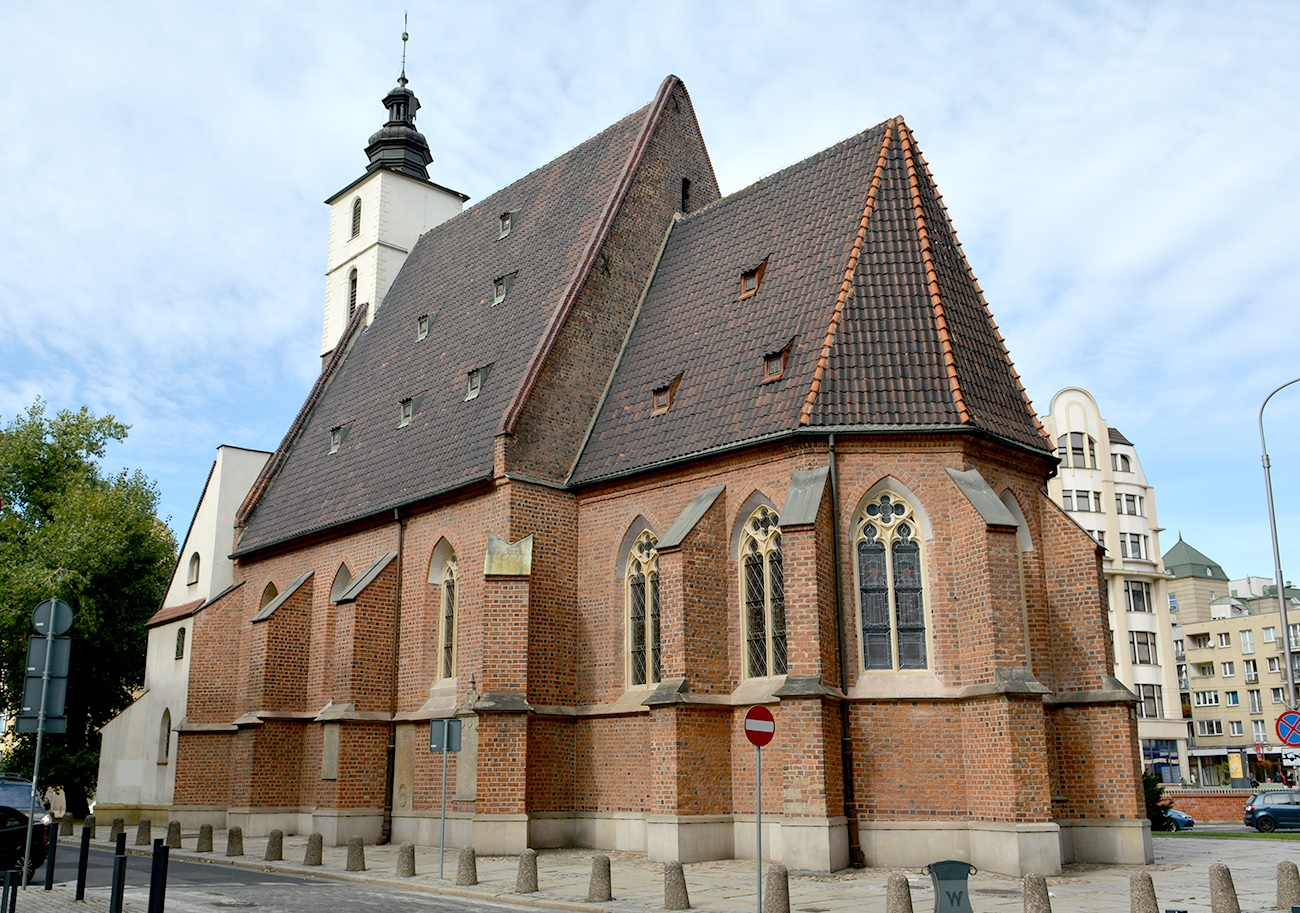
Ewangelicki Kościół parafialny św. Krzysztofa

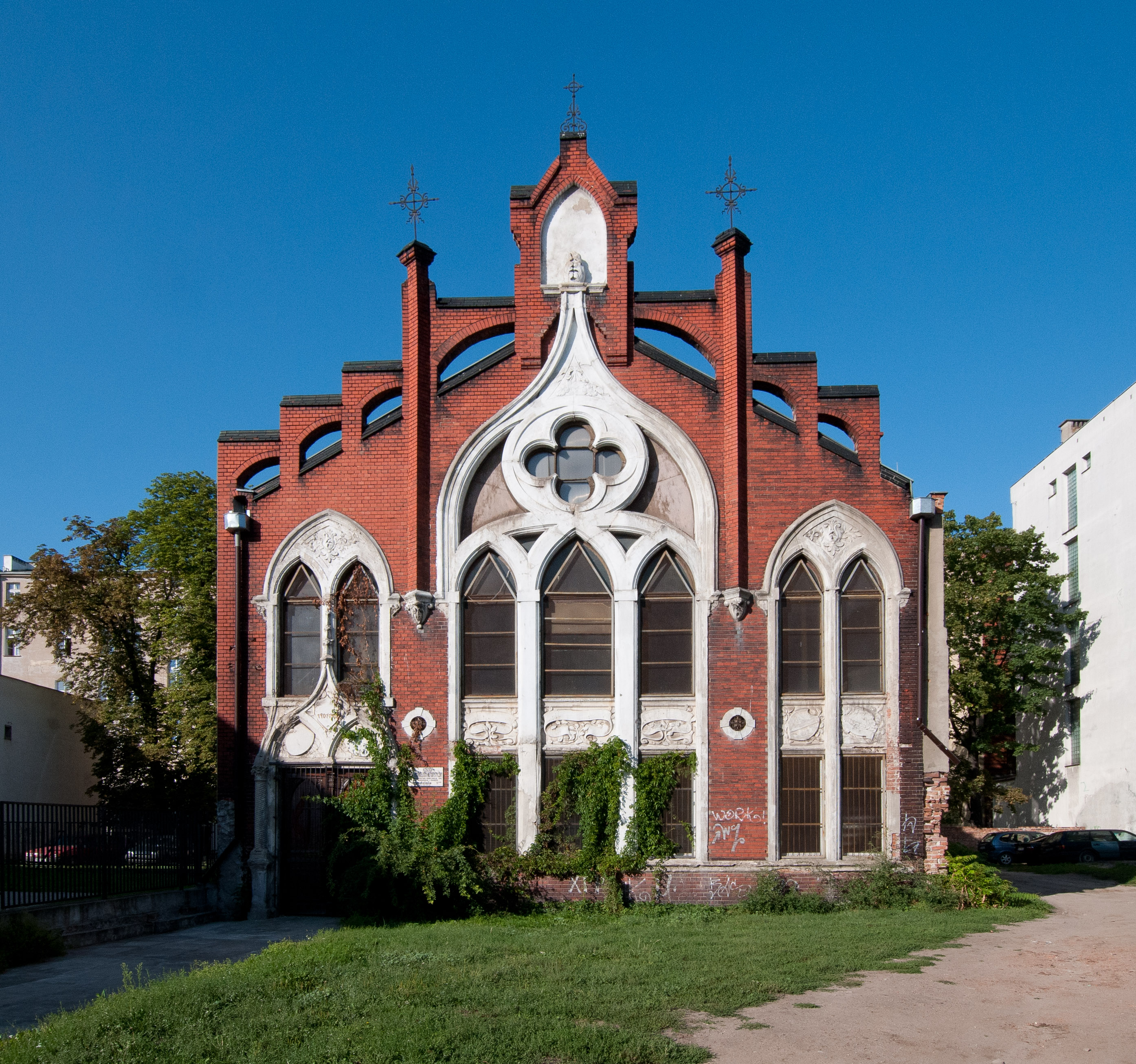
Kaplica Wolnego Kościoła Ewangelicko-Reformowanego, obecnie Kościoła Ewangelicko-Metodystycznego

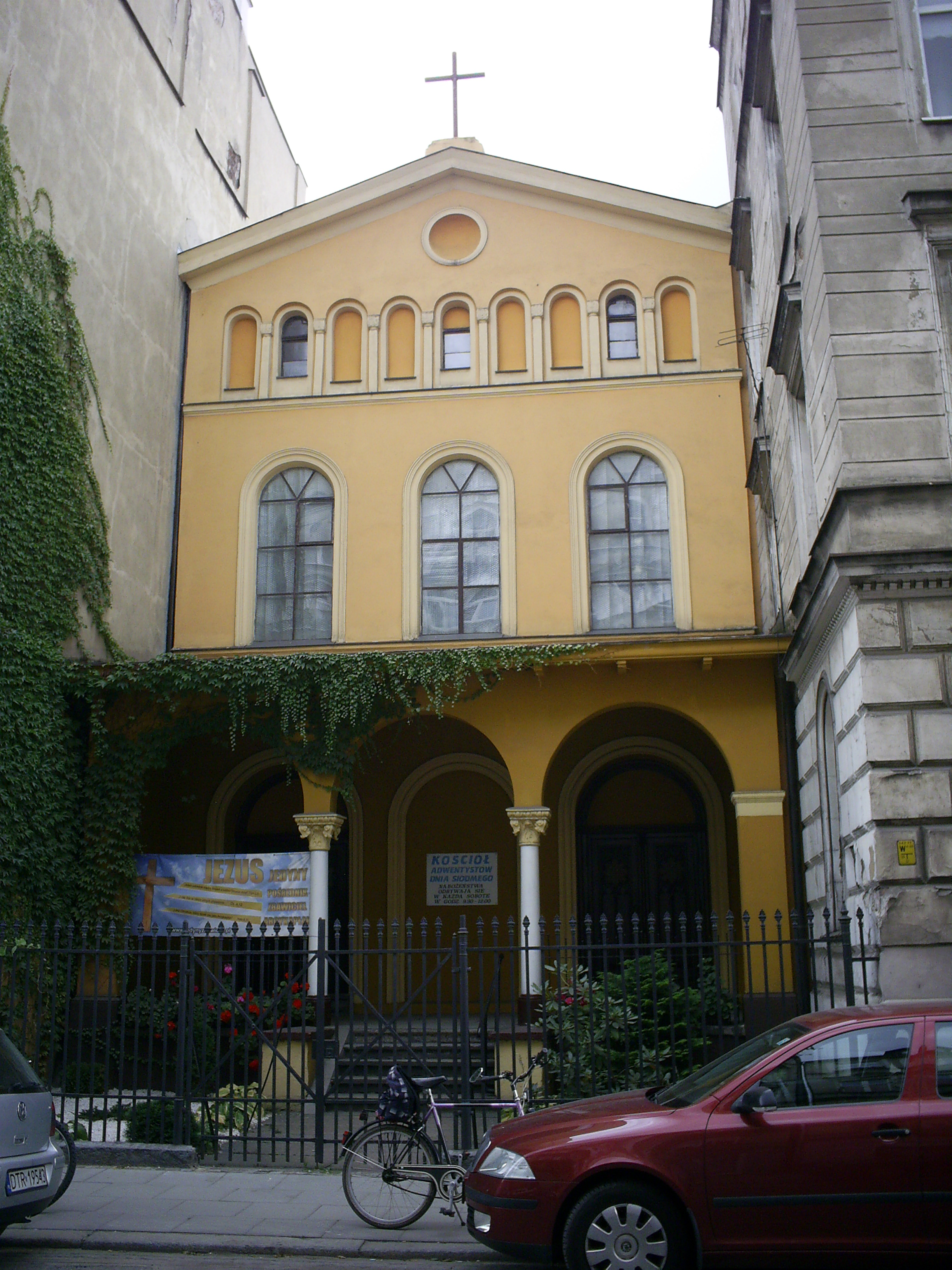
Kościół Adwentystów Dnia Siódmego przy ul. Dąbrowskiego 14/16

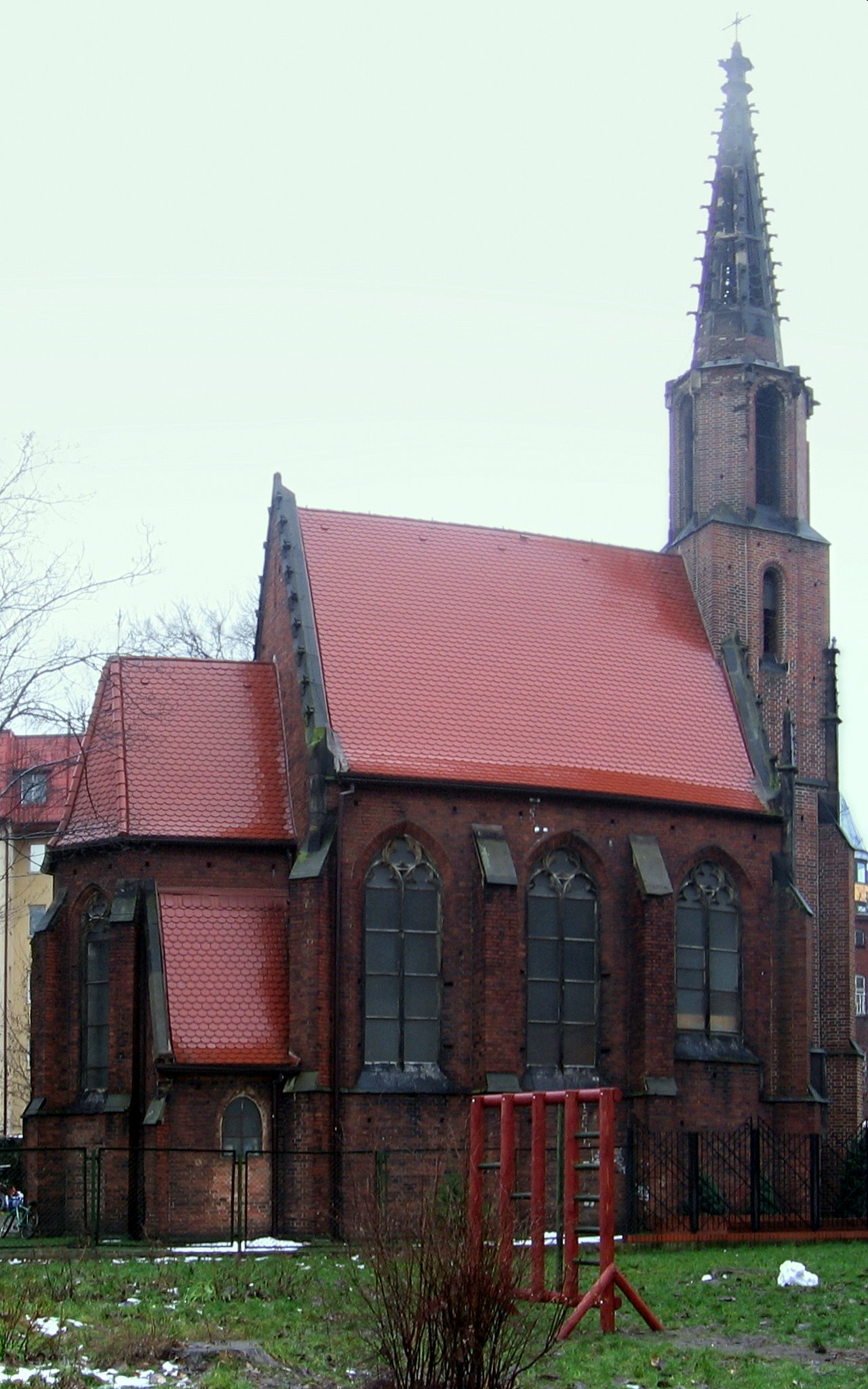
Kościół Zielonoświątkowy przy ul. Miłej we Wrocławiu

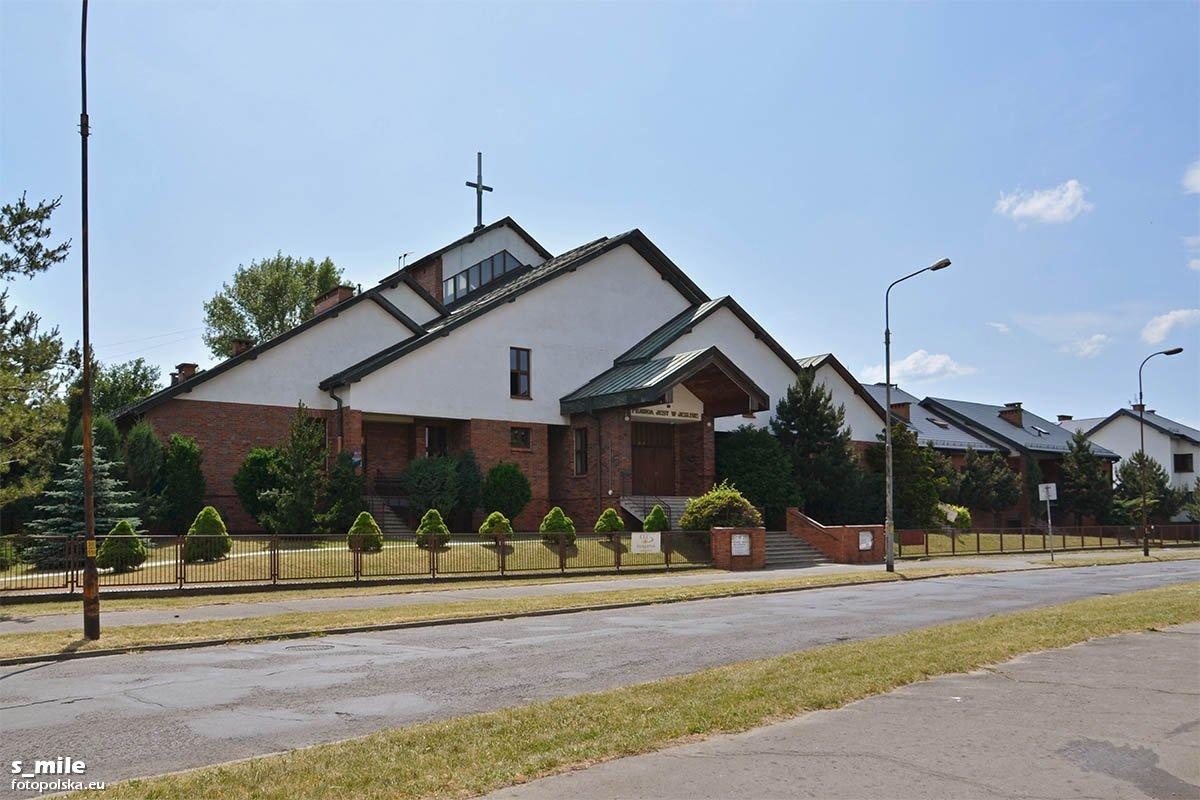
Kościół I Zboru Chrześcijan Baptystów

Pozostałością po tworzących niegdyś większość mieszkańców niemieckich protestantach jest do dziś niemieckojęzyczny zbór przy luterańskiej parafii św. Krzysztofa. Jednocześnie istnieją polskojęzyczne zbory luterańskie oraz społeczność ewangelicko-reformowana. We Wrocławiu protestantyzm reprezentowany jest przez wiele kościołów i innych związków wyznaniowych. Najwięcej wyznawców posiadają Kościół Ewangelicko-Augsburski, Kościół Zielonoświątkowy oraz Kościół Chrześcijan Baptystów. Na obszarze miasta znajduje się ponad 30 parafii i zborów.

## Historia
W 1523 roku miało miejsce pierwsze w historii Wrocławia kazanie w duchu Reformacji (Jana Hessa) w kościele świętej Marii Magdaleny. Już rok później, większość mieszkańców miasta z radą miejską na czele przyjęła luteranizm. Katolickimi okazały się pozostać tylko świątynie i klasztory Ostrowa Tumskiego oraz niektóre z pobliskich osad. Absolutna dominacja luteranizmu miała się utrzymać przez kolejne stulecia i nie podważona została nawet w okresie prób rekatolizacji Śląska przez Habsburgów, w pierwszych dziesięcioleciach po zakończeniu wojny trzydziestoletniej.

## Współczesność

### Luteranizm
- Kościół Ewangelicko-Augsburski w RP:
  - Parafia Ewangelicko-Augsburska Opatrzności Bożej we Wrocławiu[4]

ul. Kazimierza Wielkiego 29[4]
Proboszcz parafii: ks. Marcin Orawski[4]
Kościół Opatrzności Bożej we Wrocławiu, ul. Kazimierza Wielkiego 29[5]
- Parafia Ewangelicko-Augsburska św. Krzysztofa we Wrocławiu[6]
ul. Partyzantów 60[6]
Proboszcz parafii: ks. Karol Długosz[6]
Kościół św. Krzysztofa we Wrocławiu, ul. Kazimierza Wielkiego 29[7]
Kościół Pamięci Króla Gustawa Adolfa we Wrocławiu, ul. ks. S. Brzóski 1[8]

### Kalwinizm
- Kościół Ewangelicko-Reformowany w RP
  - Parafia Ewangelicko-Reformowana we Wrocławiu[9][10]

nabożeństwa odbywają się raz na miesiąc w luterańskim Kościele Opatrzności Bożej we Wrocławiu, ul. Kazimierza Wielkiego 29[9]
Proboszcz-administrator: ks. bp. Semko Koroza[10]
- Konfederacja Ewangelicznych Kościołów Reformowanych w Polsce:
  - Ewangeliczny Kościół Reformowany we Wrocławiu[11]

ul. Gajowa 3/13, nabożeństwa odbywają się przy ul. Krakowskiej 56-62, budynek M (Szkoła „Edukacja”)[11]
Pastor zboru: Marek Kmieć[11]

### Baptyzm
- Kościół Chrześcijan Baptystów w RP:
  - I Zbór Kościoła Chrześcijan Baptystów we Wrocławiu[12]

ul. Kłodnicka 2[12]
Pastor zboru: prezb. Michał Domagała[12]
  - II Zbór Kościoła Chrześcijan Baptystów we Wrocławiu[12]

ul. Łukasińskiego 20[12]
Pastor zboru: vacat[12]
  - III Zbór Kościoła Chrześcijan Baptystów we Wrocławiu – Wspólnota Nowej Nadziei[12]

ul. Hubska 88[12]
Pastor zboru: prezb. Wojciech Kowalewski[12]

### Metodyzm
- Kościół Ewangelicko-Metodystyczny w RP:
  - Parafia Ewangelicko-Metodystyczna Pokoju Bożego we Wrocławiu[13]

ul. Worcella 28[13]
Pastor zboru: ks. Krzysztof Wolnica[13]

### Adwentyzm
- Kościół Adwentystów Dnia Siódmego w RP:
  - Zbór Kościoła Adwentystów Dnia Siódmego we Wrocławiu[14]

ul. Dąbrowskiego 14[14]
Pastor zboru: Piotr Hoffmann[15]

### Pentekostalizm
- Centrum Chrześcijańskie Kanaan:
  - Kościół Lokalny we Wrocławiu[16]

ul. Powstańców Śląskich 199 (budynek Kościoła Zielonoświątkowego)[16]
Pastorzy zboru: Bolesław i Ewa Paliwoda[17]
- Chrześcijańska Wspólnota Zielonoświątkowa:
  - zbór we Wrocławiu[18]

ul. Niedźwiedzia 17[18]
Pastor zboru: Tomasz Pękala[18]
- Kościół Boży w Chrystusie:
  - Wspólnota Chrześcijańska „Betel” we Wrocławiu[19]

ul. Legnicka 65 (Pracownia Projektów Międzykulturowych „Zajezdnia”, Sala Koncertowa)[19]
Pastor zboru: Grzegorz Milczanowski[19]
  - Kościół Boży w Chrystusie „Nowa Studnia” Wspólnota Chrześcijańska[19]

ul. Hubska 88[19]
Pastor zboru: Małgorzata Olszewska[19]
  - Wspólnota Odkupionych Chrześcijan[19]

ul. Igielna 17[19]
Pastor zboru: Augustine Odunayo Odesanmi[19]
  - Wspólnota „Zwycięstwo w Jezusie” we Wrocławiu (placówka zboru „Zwycięstwo w Jezusie” w Łodzi)[20]

ul. Wittiga 4 (Dom Studencki T-16)[20]
Pastor: Gustave Nkoyock[20]
- Kościół Boży w Polsce:
  - Chrześcijańska Wspólnota Domowa „Dom Chleba” we Wrocławiu[21]

ul. Tramwajowa 1/3 (teren byłej zajezdni tramwajowej)[21]
Pastor: Jacek Jakielaszek[21]
  - Kościół „G12live” Wrocław[21]

ul. Czeska 31a[21]
Pastor: Roman Barnasiuk[21]
  - Kościół Chrześcijański „Słowo Życia”[21]

ul. Sołtysowicka 15C[21]
Pastor: Artur Śmieja[21]
  - Kościół „Nowe Pokolenie” we Wrocławiu[21]

Pastor: Oksana Yefymenko[21]
- Kościół Chrześcijański „Żywy Strumień” (Христианская церковь „Живой поток”)[22]
ul. Sołtysowicka 62a[23]
Pastor: Aleksandr Kulko[22]
- Kościół Pentekostalny "Gilgal"[24]
Nabożeństwa tymczasowo przy ul. Muchoborskiej 10 (Park Hotel Diament)[25]
Pastor: Paweł Machoś
- Kościół „Revival”[26]
ul. Stargardzka 11D[26]
- Kościół Zielonoświątkowy w RP:
  - Kościół „Kierunek” we Wrocławiu[27]

ul. Powstańców Śląskich 159[27]
Pastorzy zboru: Bartosz i Danuta Tomczyńscy[28]
  - Kościół „Dom” we Wrocławiu[29]

ul. ks. Brzóski 1 (Kościół Pamięci Gustawa Adolfa)[29]
Pastor zboru: ks. prezb. Mirosław Walczak[30]
  - Zbór Kościoła Zielonoświątkowego „Na Miłej” we Wrocławiu (Kościół „Dunamis”)[27][31]

ul. Miła 7/9[27]
Pastor zboru: Dariusz Osowski[31]
Kościół Zielonoświątkowy przy ul. Miłej we Wrocławiu[27]
  - Zbór Kościoła Zielonoświątkowego „Antiochia” we Wrocławiu[27]

ul. Powstańców Śląskich 199[32]
Pastor zboru: Edward Pawłowski[33]
  - Zbór Kościoła Zielonoświątkowego „Kościół Mosty” we Wrocławiu[27]

ul. Kazimierza Wielkiego 31-33 (Kamienica Pod Aniołami)[27]
  - Zbór Kościoła Zielonoświątkowego „Narody” we Wrocławiu[27]

ul. Powstańców Śląskich 199[27]
  - Zbór Kościoła Zielonoświątkowego „The Rock” we Wrocławiu[27]

ul. Fabryczna 14[34][35]
Pastor zboru: Radosław Grygoruk[36]
- Pięćdziesiątnicy:
  - zbór we Wrocławiu

ul. Żabia Ścieżka 1
Przełożony zboru: Paweł Widomski
- Społeczność „Wrocław dla Jezusa”[37]
ul. Legnicka 65/pok. 5[38], nabożeństwa odbywają się przy ul. Rakietowej 33 (Hotel Terminal)[37]
Pastor: Adam Piątkowski[39]
- Skinia Wrocław (Скинія Вроцлав)[40]
ul. Miła 7/9[40]
Pastor: Sierhij Gochja[40]

### Kościoły Chrystusowe
- Kościół Chrystusowy w RP:
  - Społeczność Chrześcijańska Wrocław-Południe[41]

Pełniący obowiązki pastora zboru: Andrzej W. Bajeński[41]
- Zrzeszenie Kościołów Chrystusowych w RP:
  - zbór we Wrocławiu[42]

ul. Leszczyńskiego 4/25 (Leszczyński Center)[43]

### Bracia plymuccy
- Kościół Wolnych Chrześcijan w RP:
  - Wspólnota Biblijna Kościoła Wolnych Chrześcijan we Wrocławiu[44][45]

ul. Robotnicza 36/38[44]
Przełożony zboru: Tomasz Stańczak[44]
  - Wspólnota Chrześcijańska Swojczyce[44][46]

ul. Swojczycka 105[44]
Przełożony zboru: Mirosław Marczak[44]

### Inne
- Chrześcijańska Wspólnota Braterska:
  - zbór we Wrocławiu[47]
- Chrześcijańska Wspólnota Ewangeliczna:
  - Chrześcijańska Wspólnota Ewangeliczna „Boża Rodzina” we Wrocławiu (placówka misyjna)[48][49]

ul. Stalowowolska 24[49]
- CMS – Chrześcijańska Misja dla Studentów[50][51]
- Ewangeliczny Kościół Chrześcijański:
  - parafia we Wrocławiu[52]
- Kościół Chrześcijan Dnia Sobotniego:
  - Zbór Kościoła Chrześcijan Dnia Sobotniego we Wrocławiu[53]

ul. Zegadłowicza 32[53]
- Kościół Ewangeliczny „Misja Łaski”:
  - Kościół we Wrocławiu[54]

ul. Ustronie 11[54]
Pastorzy: Tomasz i Iwona Piszczałka[54]